# شارلوت سول-مادسين
شارلوت سول مادسين (بالدنماركية: Charlotte Sahl-Madsen)‏ أو سول مادسين (من مواليد 26 من شهر أغسطس/ آب عام 1964) هي سياسيّة وسيّدة أعمال دنماركية، شغلت منصب وزيرة العلوم والتكنولوجيا والتطوير في الدنمارك من 23 فبراير/ شباط 2010 وحتّى 3 أوكتوبر/ تشرين الأوّل من عام 2011، وسبق أن عملت كمديرةٍ لمتحفِ إيبلتوفت للزجاج، وكمديرةٍ لقسم البحث والتطوير في شركة ليغو غروب الدنماركيّة، ولمنتزه الكون للعلوم على حدٍّ سواء. 

## الحياة المبكّرة
ولدت سول مادسين في مدينة هولستيبرو الدنماركيّة في عام 1964 لأمّ تعمل في صناعة القبّعات، وأبٍ يعمل كرجل أعمال لحسابه الخاصّ. درست حتّى عام 1983 في صالة تدريب هولستيبرو. التحقت سول مادسين بجامعة آرهوس في عام 1985، ولكنّها لم تتخرّج منها. أعلى تحصيل علميّ أكاديميّ لماديسن هي شهادة التخرّج من المدرسة الثانويّة. وكان أوّل عملٍ بارز لها هو إدرتها لمتحف إيبلتوفت للزجاج.

## مهنة إدارة الأعمال
شغلت سول منصب المدير التنفيذيّ لمنتزة الكون للعلوم، ومنصب مدير شركة ليغو. انضمّت سول مادسين أيضاً إلى مجموعة خبراء الشؤون الاقتصاديّة والتجاريّة في وزارة العلوم والتكنولوجيا والتطوير الدنماركيّة، وعملت كمديرة لوحدة الابتكار فيها. تحّدثت سول ذات مرّة عن الزيارة التي قام بها المدير التنفيذي لشركة ليغو «جورجن فيج كندستورب» إلى متحف إيبلتوفت للزجاج، ظنّت حينها أنّ هدف زيارته كان مناقشة المنح المحتملة، فعرض عليها بدلاً من ذلك أن تتولّى إدارة قسم البحث والتطوير في شركتهم. تقول مادسين أنّه عندما يضع الناس ثقتهم بك، فعليك بالمقابل أن تردّ على إطرائهم هذا من خلال تأكيد أنّ ثقتهم كانت بمحلّها. عُرض عليها أيضا إدارة ما كان يسمّى بـ «كون دانفوس» وهو المنتزه العلميّ الذي يطلق عليه اليوم اسم «الكون» والذي يركّز على اهتمام الناس بالعلوم. عملت سول خلال فترة عملها في المنتزه العلمي، مع المختصّ بعلم النفس التنموي هوارد غاردنر، من أجل خلق تجارب تتماشى مع نظريّته حول الذكاءات المتعدّدة.

## السياسات
كان اختيار شارلوت لشغل حقيبة وزارة العلوم والتكنولوجيا والتطوير الدنماركيّة مفاجئاً، وذلك لأنّها لم تكن عضواً في حزب الشعب الدنماركي المحافظ. لم تكن تملك - في اليوم الذي سبق تعيينها- أيّ فكرة عن اختيارها لتصبح الوزيرة الجديدة. شغلت سول مادسين منصب عضوٍ في مجلس الوزراء الدنماركيّ الأوّل في الفترة ما بين 23 فبراير/ شباط من عام 2010 حتّى 3 أوكتوبر/ تشرين الأوّل من عام 2011. واجهت سول خلال فترة عملها بهذا المنصب بعض الانتقادات من الجامعات، لأنّها حدّدت السقف الأعلى لتمويلها في الوقت الذي كانت تواجه فيه زيادةً في أعداد الطلّاب.